# Строитель (стадион, Тобольск)
«Строитель» — ныне не существующий мультиспортивный стадион в городе Тобольске, Россия. Располагался на месте нынешнего ландшафтного парка Тобольского кремля.

## История названия
- 1936—1946 — «Рыбник севера»
- 1947—1957 — «Пищевик»
- 1958—1960 — «Труд»
- 1961—1982 — «Спартак»
- 1983—2006 — «Строитель»

## История
Начиная с 30-х годов XX века все городские футбольные команды играли свои официальные матчи на единственной в городе оборудованной площадке — стадионе «Строитель» (с момента основания сменившем ряд названий), который до 1936 года являлся пустырём у стен Гостиного двора тобольского Кремля. В 1935—1939 годах силами рабочих тобольского треста объединения «Обьрыба» на месте пустыря возведены первые деревянные трибуны, расчищена площадка, появились: футбольное поле, волейбольная площадка, гаревая беговая дорожка. Стадион неоднократно достраивался, реконструировался и менял свой облик, чему способствовало полное отсутствие монолитных конструкций. Максимальной величины он достиг в 1987 году, когда «Строитель» стал основной площадкой празднования 400-летия Тобольска — его трибуны могли принять до 7000 зрителей. В 1994—1995 годах «Иртыш» принимал здесь соперников по Второй лиге Первенства России. В конце 1990-х стадион пришёл в упадок. Металлические скелеты Северной и Восточной трибун были вывезены, а деревянная Южная трибуна к началу 2000-х годов прогнила и была снесена в 2004-м. К тому времени основным стадионом города стал «Нефтехимик» (позднее — «Тобол»), и официальные междугородние матчи игрались уже на арене НХК, в то время как Первенство и Кубок Тобольска проводились всё так же возле Кремля. Во время масштабной реконструкции «Нефтехимика» в 2005—2008 годах «Тобол» принимал своих соперников на «Строителе»(были поставлены сборно-разборные конструкции трибун на месте бывшей Южной трибуны, способные принять 1500 зрителей), а после — на стадионе «МЖК». Обе эти арены ныне не существуют. Несмотря на предполагаемую реконструкцию, «Строитель» не вписался в новый план архитектурного облика Кремля, а территория стадиона «МЖК», бывшая по сути временной площадкой, отдана под застройку жилья. С 2008 года все без исключения домашние матчи «Тобол» играет на одноименном стадионе.